# Критий ринок (Донецьк)
Критий ринок — ринок у Ворошилівському районі Донецька.
Побудований в 1961 році між сучасними вулицями Челюскінців та 50-річчя СРСР. В радянські часи носив назву Колгоспний ринок (рос. Колхозный рынок), нині діє як центральний ринок Донецька, подібний до київської Бесарабки.

## Центральна будівля
Архітектори — К. С. Фельдман, Н. А. Набережних, інженер — Б. А. Беднарський.
Архітектор Фельдман використав для будівництва ринку всі будівельні нововведення того часу. Біля будівлі центрична композиція і купольне покриття. В куполі 768 вікон, виготовлених на заводі «Автоскло» в Костянтинівці. Купол збірний, залізобетонний і складається з 15 горизонтальних кільцевих ярусів, кожний з яких має 24 секторних ребристих панелі. У панелях восьми нижніх ярусів зроблені круглі засклені отвори діаметром від 65 до 45 см, для полегшення ваги купола. Діаметр куполу — 35,6 метрів.
Фасади з арочними прорізами і пілястрами зі складним карнизом.
У загальній складності Критий ринок зводили майже сім років.

## Галерея

1959 р., спорудження збірного купола критого ринку діаметром 35,6 м
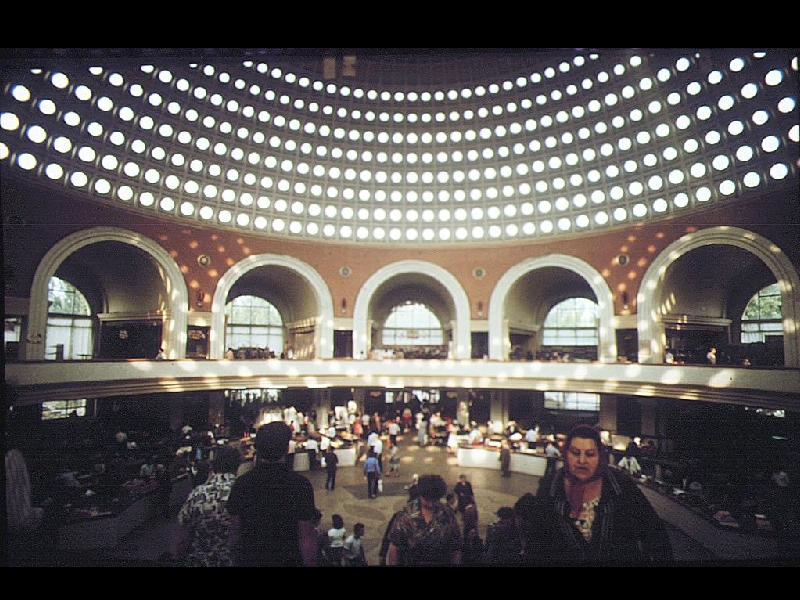
2000
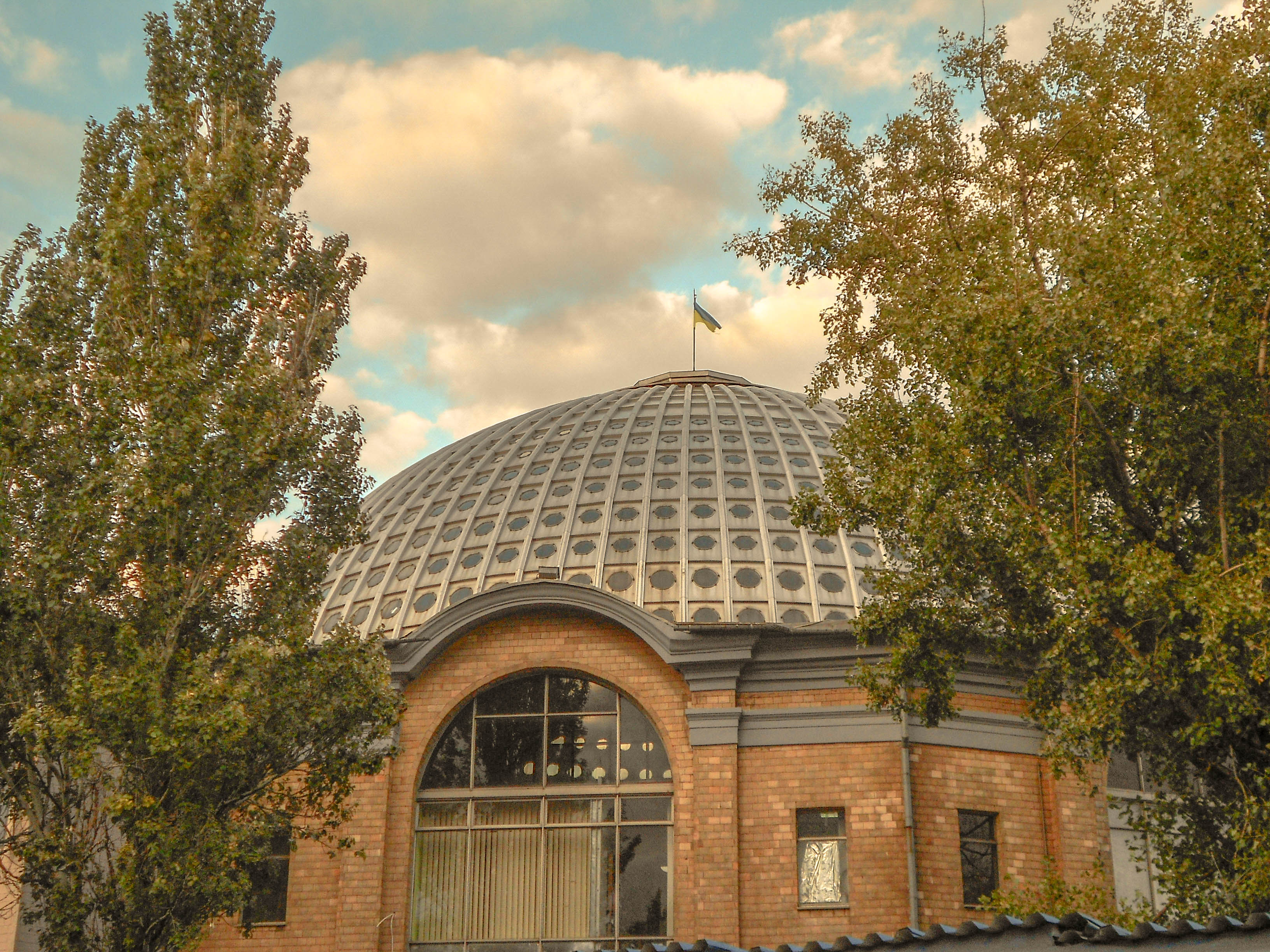
2013 рік
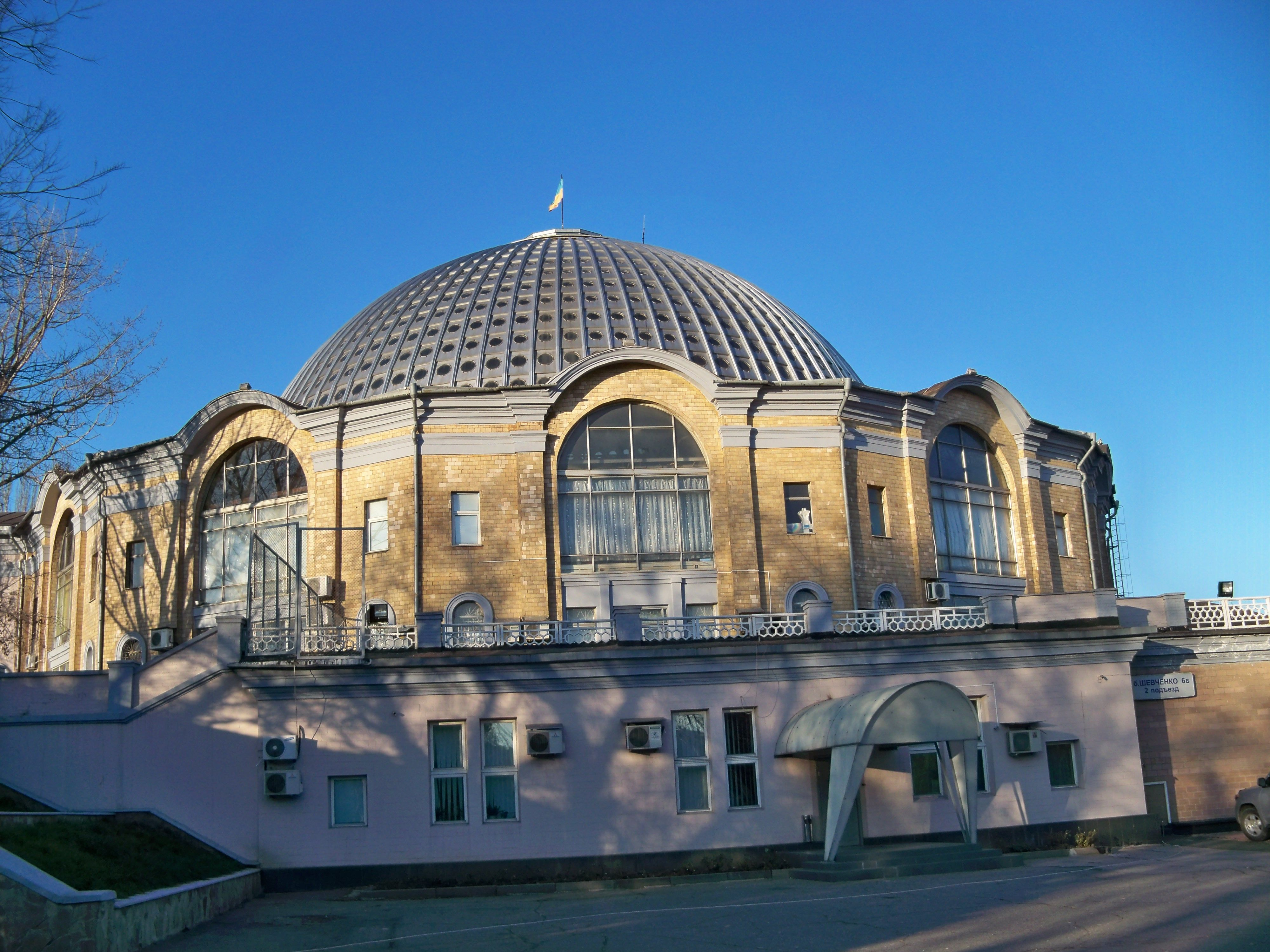
2013 рік
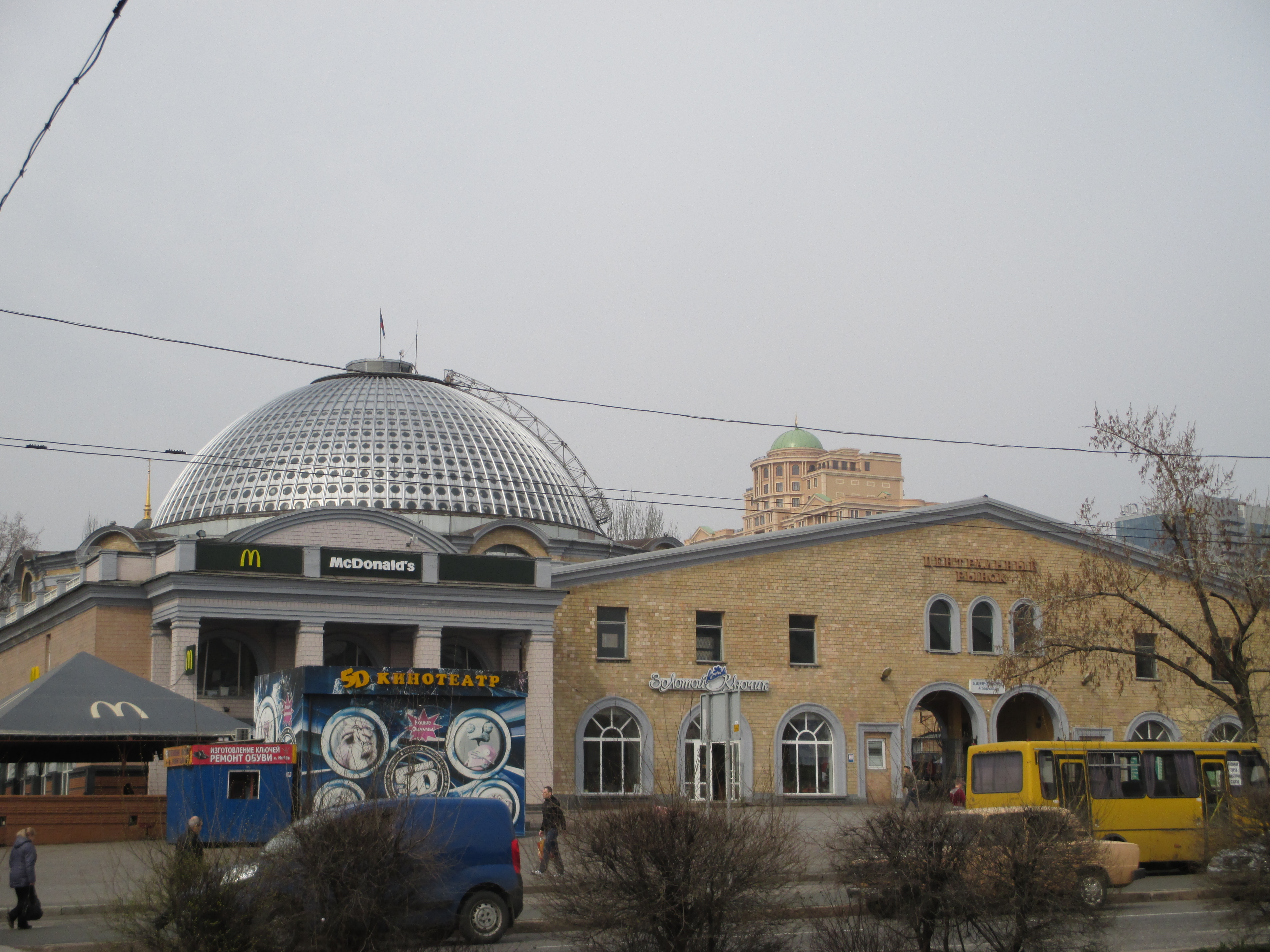
2016 рік
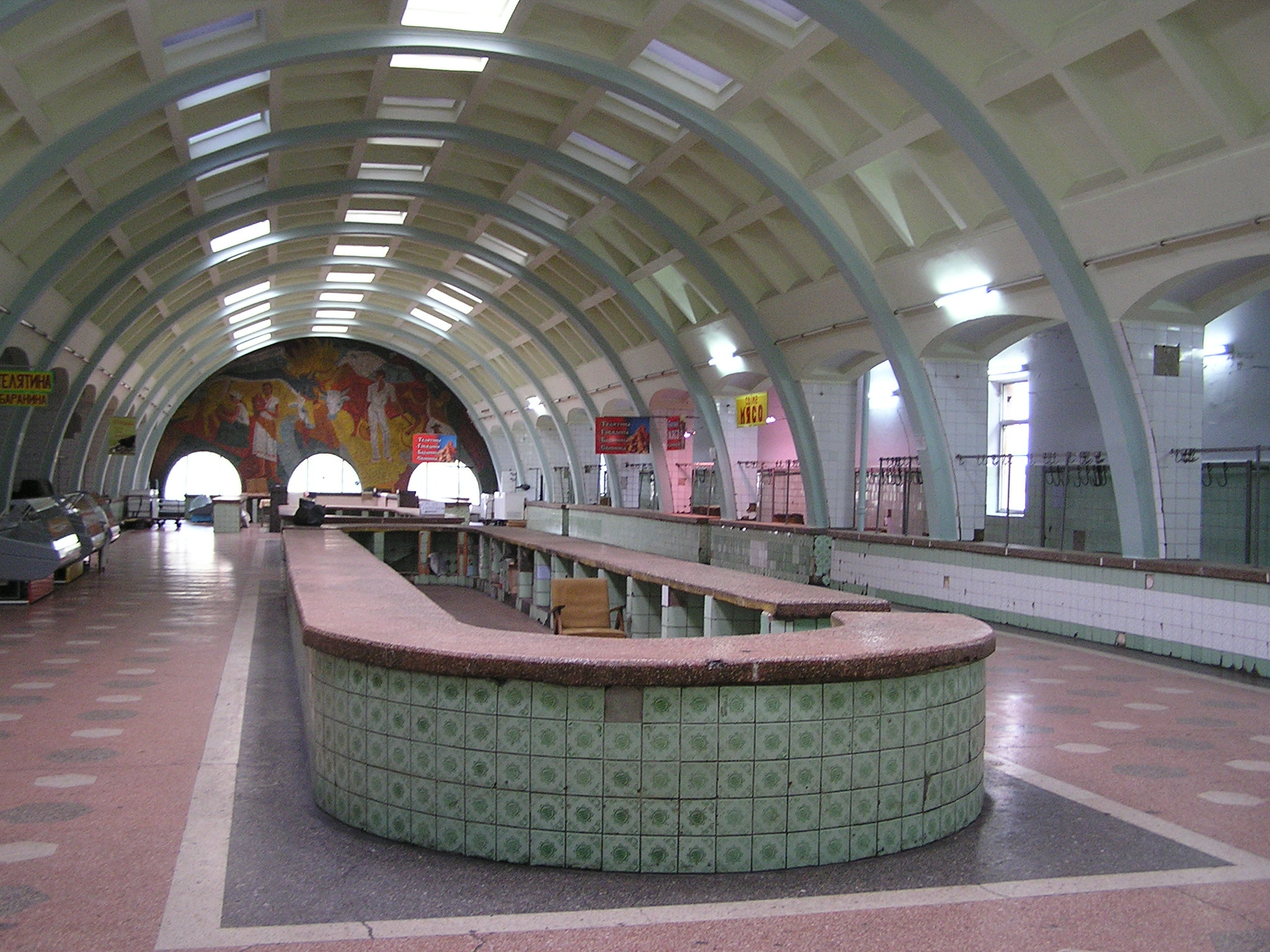